# Los Calzones Rotos
Los Calzones Rotos, también conocidos como Los Calzones, es una banda argentina de ska, formada en Lomas de Zamora (sur de Buenos Aires) en 1988. Es una de las bandas más representativas en su país de este género musical.

## Historia
Los miembros de Los Calzones Rotos comenzaron su actividad juntos en 1988, tocando en vivo en bares y centros públicos, realizando covers de sus bandas favoritas, como Madness, Bad Manners, The Specials, The Skatalites y The Selecter y presentando algunos temas propios, como el picaresco “Cerveza Ska”. En una gira de verano de 1989 se concretaron como banda independiente, creando su sello y estableciéndose como banda. En 1991 lanzan su disco homónimo, en el que la misma banda fue la que editó las canciones del álbum. El trabajo fue un éxito, se vendió una numerosa cantidad de unidades, y consiguieron ser editados por etiquetas alternativas en varios países. Algunos de sus temas más recordados son: “Ska del Novio” y “Skabaret”. Aquel impacto los proyectó al interior del país, donde comenzaron a realizar giras.
Con el aumento de su popularidad, en 1993 lanzaron su segundo álbum: "Porrompompero", también editado por ellos, con temas como “Cuídate la Cola”, “Porrompompero” y “Todo lo que Duele”. En 1995 fue su gran paso, donde se consolidaron a escala definitiva tanto a nivel artístico como comercial, lanzaron un nuevo disco llamado “Jungla Ska”, realizando varios tours por el norte y sur de Argentina como Mendoza, Bariloche, etc. Tuvieron gran convocatoria y además distribuyeron su edición por Uruguay, Paraguay, Bolivia, Chile, Ecuador y Colombia. Al año siguiente fueron invitados a la versión de 1996 del Festival de la Canción de Viña del Mar y tuvieron que ser aprobados por alrededor de 25 000 personas que siguieron sus canciones y su visita por el país a posteriori.
En ese mismo año, decidieron hacer unos ajustes con su nombre, pasando a llamarse tan solo “Los Calzones”, aunque popularmente aún se siguen recordando con su antiguo nombre. En el verano del año 1997 editaron lo que sería su cuarto disco: “Aconcagua”. Para esto realizaron un viaje a Los Ángeles, Estados Unidos, donde contaron con la ayuda de Gustavo Borner, en los estudios N.R.G., Mad Dog y Rusk Sound. El disco se convirtió en el favorito de muchos programadores radiales y sale como favorito el hit “Te sigo”, dedicado a Diego Maradona. Este año los Calzones rotos realizan 184 conciertos.
En 1999 viajaron nuevamente a Los Ángeles donde, en marzo, grabaron un nuevo álbum, llamado “Mugre”, con éxitos como "Milonga Ska" y “Levanten las copas”, que llegaron a ser parte de la cultura popular argentina de ese entonces. También este mismo año realizaron la tercera edición del "Guillatún Tour”, una suerte de homenaje a las culturas ancestrales argentinas y pasaron por Buenos Aires para compartir escenario con Bad Manners, una de las bandas más importantes y representantes del ska.
El año 2000 dio paso a su puesta en escena, ya que realizaron numerosos shows, y se calcula que unas 100 mil personas asistieron a los 20 conciertos por toda la Costa Atlántica Argentina. La primera parte del "Guillatún 2001" los llevó por 17 provincias argentinas con 32 conciertos al aire libre con entrada liberada para las 250.000 personas. Otro hecho importante de la banda,fue cuando a fines de aquel año tocaron por primera vez en un recital programado y promocionado por radio y televisión en las Islas Malvinas, esto renovó las fuerzas y cargó las pilas para lanzar su nueva ambición, el disco “Plástico”, el cual fue grabado en los estudios Panda e Igloo (Los Ángeles). Se trataba de plasmar un disco de covers del rock argentino, con la particularidad de presentar a un miembro original de la banda homenajeada en cada track. Así fue como desfilaron Gustavo Cerati, Andrés Calamaro, Daniel Melingo, y Stuka, entre otros. Este fue logrado editar España, en México, Chile, Perú, Colombia y Centroamérica. En febrero del 2002 parten de gira promocional a Chile, Perú, Colombia, Venezuela, Puerto Rico, Costa Rica, USA y México y logran una edición japonesa del disco en la que se incluyen dos bonus track: “Yo quiero morirme acá”, tomado en vivo en las Islas Malvinas, y “Uno, Dos, Ultraviolento”, en versión demo.
En el verano de 2003 despiden de “Plástico”, con el “Guillatún Solidario”, donde se juntaron alimentos no perecederos en cada una de las ciudades destinados a comedores escolares. En el mes de marzo realizan una nueva gira por USA, Puerto Rico y México hasta mediados de mayo. Mientras tanto preproducen su séptimo disco “Frecuencia extrema” donde nuevamente se concentraron en los estudios Igloo Music a grabar junto a Gustavo Borner como ingeniero. El disco “Frecuencia Extrema”, compuesto por 12 canciones, fue editado en mayo del 2004, y alcanzó una nueva personalidad sonora[cita requerida], rompiendo con los patrones establecidos, dándole un giro a su estilo musical. 
Promediando el año 2007 editan "Tanguito", grabado en el Igloo Music, en Los Ángeles, aquí se muestra desde el ska tradicional al reggae roots, pasando por una sintonía tanguera, punk, ritmos centroamericanos y una versatilidad al servicio de la música. Su primer corte de difusión: "Loco", cuenta con un dúo entre El Pingüino y la leyenda del folclore mexicano, Lila Downs.
En 2019 y luego de estar 12 años sin editar ningún álbum, Los Calzones publican un nuevo disco bajo el título de Chamuyo. Más que una obra, es una colección de acontecimientos. Mejor dicho, una variada playlist recobrando el discontinuado formato de álbum.

## Formación
- Marcelo Del Grosso "Pingüino": Voz, teclados y coros
- Eduardo Casareski "Pitulo": Guitarras y coros
- Fabián Isernia "Pájaro": Bajos y coros
- Carlos Baéz "Gargamel": Trombón y coros
- Sergio Chávez "Azrael": Trompeta y coros
- Franco Giovos "Kamión": Batería, Percusión y coros

## Discografía
- Underground en Latinoamérica (1988)
- Los Calzones Rotos (1991)
- Porrompompero (1993)
- Jungla Ska (1995)
- Aconcagua (1997)
- Eras geológicas (1997)
- Mugre (1999)
- Plástico (2001)
- Frecuencia extrema (2004)
- Tanguito (2007)
- Chamuyo (2019)